# Caridina striata
Caridina striata е вид десетоного от семейство Atyidae. Видът е застрашен от изчезване.

## Разпространение
Разпространен е в Индонезия (Сулавеси).